# Carl August Randebrock
Carl August Randebrock (* 2. Dezember 1825 in Recklinghausen; † 22. Juni 1876 in Paderborn) war ein deutscher Orgelbauer, der in der zweiten Hälfte des 19. Jahrhunderts in Niedersachsen, Westfalen und Lippe gewirkt hat.

## Leben
Carl August Randebrock war ein Sohn des Gastwirtes Franz Joseph Randebrock und dessen Frau Anna Maria Pennekamp. Sein Bruder Eduard (* 24. Dezember 1822; † 20. Februar 1870) führte die Geschäfte des Vaters fort. Randebrock wurde am 4. Dezember 1825 in St. Petrus auf den Namen Augustus Conradus Carolus getauft.
Seine Ausbildung zum Orgelbauer absolvierte er vermutlich bei Wilhelm Kramer in Dülmen. Bei Franz Wilhelm Sonreck war er ab 1851 als Werkführer angestellt. Bei der Aufstellung der Sonreck-Orgel in der Kirche von Albaxen bat er 1854 den dortigen Pfarrer um eine Empfehlung als Orgelbauer im Erzbistum Paderborn. Bald darauf zog er nach Paderborn um und baute dort eine erfolgreiche Orgelbauwerkstatt auf. Neben den Aufträgen in der Region exportierte er auch drei Orgeln nach Übersee: Ein Instrument ging nach Detroit, eines nach Bahia/Brasilien, das dritte nach Sandhurst in Australien. In der Zeit von 1854 bis 1876 entstanden in Randebrocks Werkstatt etwa 100 Orgeln.
Mit seiner Frau Elisabeth Brake (1836–) hatte Randebrock vier Kinder. Als er nach längerer Krankheit im Juni 1876 verstarb, ging das Unternehmen an seinen Neffen Rudolph Randebrock (* 1842; † 20. Januar 1893) über, der bereits zuvor im Betrieb seines Onkels gearbeitet hatte. Dieser führte die Orgelbauwerkstatt bis zum Jahre 1888 und übergab sie dann an seinen Werkführer Carl Tennstädt. Bis zu seinem Tod war Rudolph Randebrock als Kaufmann in Recklinghausen tätig.

## Werk (Auswahl)
| Jahr           | Ort                  | Kirche                       | Bild | Manuale | Register | Anmerkungen |
| -------------- | -------------------- | ---------------------------- | ---- | ------- | -------- | --- |
| 1856/1865      | Dahl (Paderborn)     | St. Margaretha               |      | II/P    | 21       | in zwei Bauphasen gebaut; 1974 Umbau durch Stegerhoff, 2008 Rekonstruktion durch Hillebrand; erhalten |
| 1859           | Neuenbeken           | St. Marien                   |      | II/P    | 18       | erhalten |
| 1861           | Calle                | St. Severin                  |      | II/P    | 23       | fast vollständig erhalten; 1974/1975 restauriert und um 3 Register erweitert |
| 1864           | Ostenfelde           | St. Margaretha               |      |         |          | Gehäuse erhalten |
| 1865           | Bega                 | Evangelische Kirche Bega     |      | II/P    | 18       | weitgehend erhalten |
| 1865 oder 1868 | Cappel               | Evangelische Kirche Cappel   |      | II/P    | 16       | vollständig erhalten |
| 1868           | Enkhausen            | St. Laurentius               |      |         |          | Umbau durch Stockmann |
| 1868           | Frohnhausen (Brakel) | St. Bartholomäus             |      | II/P    | 15       | erhalten |
| 1870           | Rickelrath           | St. Mariä Himmelfahrt        |      | I/P     | 7        | von Rudolph Randebrock |
| 1871           | Bendigo, Australien  | St. Kilian’s Catholic Church |      |         |          | aufgebaut durch Rudolph Randebrock, Denkmaleintrag |
| 1875           | Rüthen               | St. Nikolaus                 |      | II/P    |          | Erweiterungsumbau der Orgel von Adolf Cappelmann (1756); 1936 Umbau |
| 1879           | Reelkirchen          | Evangelische Kirche          |      | II/P    |          | Neubau mit mechanischen Schleifladen, 1880 Versetzung von der West- auf die Südempore, ab 1966 Einbau in den Randebrockschen Prospekt der 1876 von Ernst Klaßmeier für die reformierte Kirche in Augustdorf gebauten Orgel. |
| 1881           | Lottum, Niederlande  | Gertrudiskerk                |      | II/P    | 14       | von Rudolph Randebrock, 1944 beschädigt, 2004 rekonstruiert |